# Agapetus sita
Agapetus sita är en nattsländeart som beskrevs av Schmid 1958. Agapetus sita ingår i släktet Agapetus och familjen stenhusnattsländor. Inga underarter finns listade i Catalogue of Life.